# Dendrophthora argentea
Dendrophthora argentea är en sandelträdsväxtart som beskrevs av J. Kuijt. Dendrophthora argentea ingår i släktet Dendrophthora och familjen sandelträdsväxter. Inga underarter finns listade i Catalogue of Life.